# Julien Puricelli
Pour les articles homonymes, voir Puricelli.

a Compétitions nationales et continentales officielles uniquement.

b Matchs officiels uniquement.
Dernière mise à jour le 9 avril 2020.
Julien Puricelli, né le 1er août 1981 à Schœlcher est un joueur français de rugby à XV évoluant au poste de troisième ligne en équipe de France, ainsi que dans les clubs de  Grenoble, Castres, Bayonne et du Lyon OU jusqu'en 2020.

## Carrière

### En sélection nationale
Il a honoré sa première cape internationale en équipe de France le 13 juin 2009 contre l'équipe de Nouvelle-Zélande, en remplaçant Julien Bonnaire, forfait pour cette tournée dans l'hémisphère sud.

### En club
En novembre 2017, il prolonge son contrat d'un an avec le LOU Rugby.
Le 9 avril 2020, il annonce mettre un terme à sa carrière après 128 matches joués pour le LOU en six saisons. Il a disputé son tout dernier match, le 23 novembre 2019 contre le Leinster lors de la 2e journée de Coupe d'Europe, sans pour autant rejouer par la suite, en raison d'une commotion cérébrale,.
En 2020, il met un terme à sa carrière de joueur et intègre le staff du Lyon OU en tant qu'entraîneur de la touche. Il devient entraîneur des avants en 2021 après le départ de David Gérard.

### Avec les Barbarians
En novembre 2005, il est sélectionné avec les Barbarians français pour jouer un match contre l'Australie A à Bordeaux. Les Baa-Baas s'inclinent 42 à 12.

## Palmarès

### En club
- Vainqueur du championnat de France de Pro D2 : 2016 (avec le LOU)

### En sélection nationale
- 4 sélections (2009)
- Sélections par années : 4 en 2009 (Nouvelle-Zélande, Australie, Nouvelle-Zélande, Samoa)
- Barbarians français : 1 sélection en 2005 (Australie A).
- International universitaire : 1 sélection en 2003 (Angleterre U), 3 sélections en 2004 (Pays de Galles U, Italie A, Angleterre U)